# Epiechinus novemcostatus
Epiechinus novemcostatus är en skalbaggsart som först beskrevs av Sylvain Auguste de Marseul 1856.  Epiechinus novemcostatus ingår i släktet Epiechinus och familjen stumpbaggar. Inga underarter finns listade i Catalogue of Life.